# Kyrylo Fesenko
Kyrylo Fesenko (en ucraniano: Кирило Фесенко, nacido el 24 de diciembre de 1986 en Dnipropetrovsk) es un jugador de baloncesto ucraniano. Mide 2,16 metros, y juega en la posición de pívot.

## Trayectoria deportiva

### Europa
Comenzó jugando en el segundo equipo del Azovmash Mariupol ucraniano, llegando al primer equipo en la temporada 2004-05, donde en 5 partidos con su equipo en la Eurocopa de la FIBA promedió 3,2 puntos y 1,8 rebotes. A mediados de la siguiente temporada fichó por el Cherkasi Mavpi, donde en la temporada 2006-07 mejoró sus cifras en la Eurocopa, promediando 7,2 puntos, 8 rebotes y 2 tapones por encuentro.

### NBA
Fue elegido en el puesto 37 de la segunda ronda del Draft de la NBA de 2007 por Philadelphia 76ers, que traspasó sus derechos a Utah Jazz. Jugó con este equipo la liga de verano, donde promedió 4,8 puntos, 4,3 rebotes, y 1,67 tapones, convenciendo a su entrenador. El 15 de agosto de 2007 firmó un contrato por 3 años con el equipo de Salt Lake City.
En octubre de 2012 se unió a los entrenamientos de los Chicago Bulls, pero pocos días después fue despedido.

## Estadísticas de su carrera en la NBA

### Temporada regular
| Año     | Equipo  | PJ  | PT | MPP | %TC  | %3P  | %TL  | RPP | APP | ROB | TPP | PPP |
| ------- | ------- | --- | -- | --- | ---- | ---- | ---- | --- | --- | --- | --- | --- |
| 2007–08 | Utah    | 9   | 0  | 7.8 | .375 | .000 | .500 | 2.8 | .2  | .0  | .3  | 1.6 |
| 2008–09 | Utah    | 21  | 1  | 7.4 | .583 | .000 | .333 | 1.8 | .2  | .3  | .7  | 2.3 |
| 2009–10 | Utah    | 49  | 5  | 8.3 | .547 | .000 | .421 | 1.8 | .3  | .1  | .4  | 2.6 |
| 2010–11 | Utah    | 53  | 1  | 8.6 | .440 | .000 | .391 | 2.0 | .3  | .1  | .3  | 2.0 |
| 2011–12 | Indiana | 3   | 0  | 5.7 | .400 | .000 | .667 | 3.0 | .3  | .7  | .0  | 2.7 |
| Total   | Total   | 135 | 7  | 8.2 | .496 | .000 | .410 | 2.0 | .3  | .1  | .4  | 2.3 |

### Playoffs
| Año     | Equipo | PJ | PT | MPP  | %TC  | %3P  | %TL  | RPP | APP | ROB | TPP | PPP |
| ------- | ------ | -- | -- | ---- | ---- | ---- | ---- | --- | --- | --- | --- | --- |
| 2009–10 | Utah   | 10 | 9  | 18.1 | .433 | .000 | .333 | 3.9 | 1.2 | .0  | .5  | 3.3 |
| Total   | Total  | 10 | 9  | 18.1 | .433 | .000 | .333 | 3.9 | 1.2 | .0  | .5  | 3.3 |